# 馬迪奧·普積克
馬迪奧·普積克（英語：Mateo Poljak，1989年9月10日—），是一名克羅地亞職業足球員，司職防守中場，現效力澳職球會西悉尼流浪者。
普積克加盟西流首季暫列後備，在第二季開始出任正選，兼為球隊於亞冠盃上陣，並贏得冠軍。